# Shimizukō-Linie
| Rest des ehemaligen Bahnhofs Tomoegawaguchi |                   |                         |            |
| Streckenlänge: | 8,3 km            |                         |            |
| Spurweite: | 1067 mm (Kapspur) |                         |            |
| Zweigleisigkeit: | nein              |                         |            |
| |                   |                         |            |
| \| \| 0,0 \| Shimizu (清水) \| –1889 \| \| \| \| ←↑ Tōkaidō-Hauptlinie \| –1889 \| \| \| 1,4 \| Shimizukō (清水港) \| 1916–1984 \| \| \| 2,3 \| Shimizu-Futō (清水埠頭) \| 1930–1984 \| \| \| \| Tomoe-gawa \| \| \| \| 3,3 \| Tomoegawaguchi (巴川口) \| 1944–1984 \| \| \| 6,1 \| Orido (折戸) \| 1944–1984 \| \| \| 8,3 \| Miho (三保) \| 1944–1984 \| |                   |                         |            |
| Bahnhof | 0,0               | Shimizu (清水)          | –1889      |
| Abzweig ehemals geradeaus und nach rechts |                   | ←↑ Tōkaidō-Hauptlinie   | –1889      |
| Dienststation / Betriebs- oder Güterbahnhof (Strecke außer Betrieb) | 1,4               | Shimizukō (清水港)      | 1916–1984  |
| Haltepunkt / Haltestelle (Strecke außer Betrieb) | 2,3               | Shimizu-Futō (清水埠頭) | 1930–1984  |
| Brücke über Wasserlauf (Strecke außer Betrieb) |                   | Tomoe-gawa              | Tomoe-gawa |
| Bahnhof (Strecke außer Betrieb) | 3,3               | Tomoegawaguchi (巴川口) | 1944–1984  |
| Haltepunkt / Haltestelle (Strecke außer Betrieb) | 6,1               | Orido (折戸)            | 1944–1984  |
| Haltepunkt / Haltestelle Streckenende (Strecke außer Betrieb) | 8,3               | Miho (三保)             | 1944–1984  |

Die Shimizukō-Linie (jap. 清水港線, Shimizukō-sen, wörtlich „Shimizu-Hafenlinie“) war eine Eisenbahnstrecke auf der japanischen Hauptinsel Honshū. Sie war von 1916 bis 1984 in Betrieb und erschloss den Hafen der Stadt Shimizu, heute ein Stadtbezirk von Shizuoka.

## Beschreibung
Die 8,3 km lange Shimizukō-Linie war kapspurig, eingleisig und nicht elektrifiziert. Im Bahnhof Shimizu zweigte sie von der Tōkaidō-Hauptlinie ab. Sie verlief zunächst südwärts dem Hafen entlang, umrundete das Haupthafenbecken und erschloss anschließend in nordöstlicher Richtung Wohngebiete auf der Miho-Halbinsel.
Heute dient der größte Teil der früheren Trasse als Fuß- und Radweg. Die alten Stationen, Signale und Wagen blieben zu einem gewissen Grad erhalten. Der Brückenkran des Hafenbahnhofs Shimizukō steht vor dem S-Pulse Dream Plaza, einem Einkaufs- und Unterhaltungskomplex auf dem früheren Bahnhofsgelände. Am besten erhalten blieb die Station Tomoegawaguchi: Dort befinden sich der komplette Bahnsteig mit Gleisabschnitt und Stationsschildern, umgeben von einem Parkplatz. Die Standorte der übrigen Stationen sind mit Schildern markiert, der Bereich um die Endstation Miho wurde zu einem Park umgestaltet. Auf dem dort erhaltenen Gleisstück ist eine alte, für diese Strecke typische Diesellokomotive abgestellt.

## Geschichte
Das staatliche Eisenbahnamt (das spätere Eisenbahnministerium) nahm am 10. Juli 1916 eine dem Güterverkehr vorbehaltene Zweigstrecke in Betrieb. Sie begann im Bahnhof Ejiri (江尻) an der Tōkaidō-Hauptlinie und führte zum Hafenbahnhof Shimizukō. Am 1. Februar 1930 folgte eine kurze Verlängerung nach Shimizu-Futō („Pierbahnhof“). Der Bahnhof Ejiri erhielt am 1. Dezember 1934 seine heutige Bezeichnung Shimizu.
Einige Jahre später entschloss sich das Eisenbahnministerium dazu, die Strecke um sechs Kilometer bis zur Miho-Halbinsel zu verlängern. Die neuen Bahnhöfe Tomoegawaguchi, Orido und Miho wurden am 1. Juli 1944 eröffnet; gleichzeitig verlegte man den Bahnhof Shimizu-Futō um zweihundert Meter nach Norden. Am 1. Dezember 1944 erfolgte die Aufnahme des Personenverkehrs. Neben Güterzügen verkehrten in den 1940er und 1950er Jahren mehrmals täglich gemischte Züge, also Güterzüge mit angehängtem Personenwagen. Aufgrund der Massenmotorisierung sank die Nachfrage markant und ab 1972 gab es nur noch einen gemischten Zug während der Hauptverkehrszeit. Aufgrund mangelnder Rentabilität legte die Japanische Staatsbahn die Shimizukō-Linie am 1. April 1984 still; an ihre Stelle trat eine Buslinie.

## Liste der Bahnhöfe

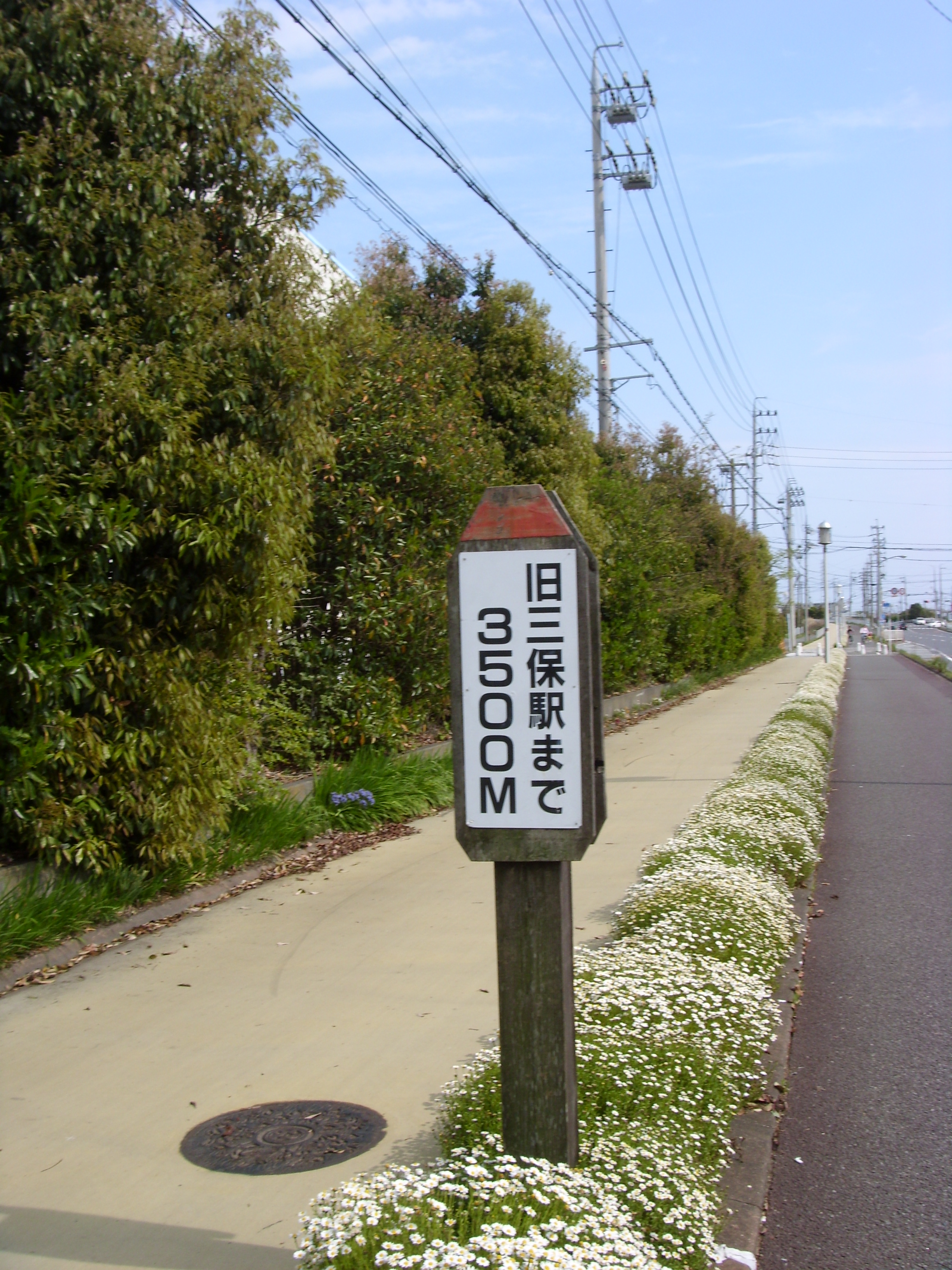
Markierung an der früheren Trasse: „3500 m zum ehemaligen Bahnhof Miho“

| Name                    | km  | Anschlusslinien    | Lage   | Ort                  |
| ----------------------- | --- | ------------------ | ------ | -------------------- |
| Shimizu (清水)          | 0,0 | Tōkaidō-Hauptlinie | Koord. | Shimizu-ku, Shizuoka |
| Shimizukō (清水港)      | 1,4 |                    | Koord. | Shimizu-ku, Shizuoka |
| Shimizu-Futō (清水埠頭) | 2,3 |                    | Koord. | Shimizu-ku, Shizuoka |
| Tomoegawaguchi (清水港) | 3,3 |                    | Koord. | Shimizu-ku, Shizuoka |
| Orido (折戸)            | 6,1 |                    | Koord. | Shimizu-ku, Shizuoka |
| Miho (三保)             | 8,3 |                    | Koord. | Shimizu-ku, Shizuoka |

## Bilder

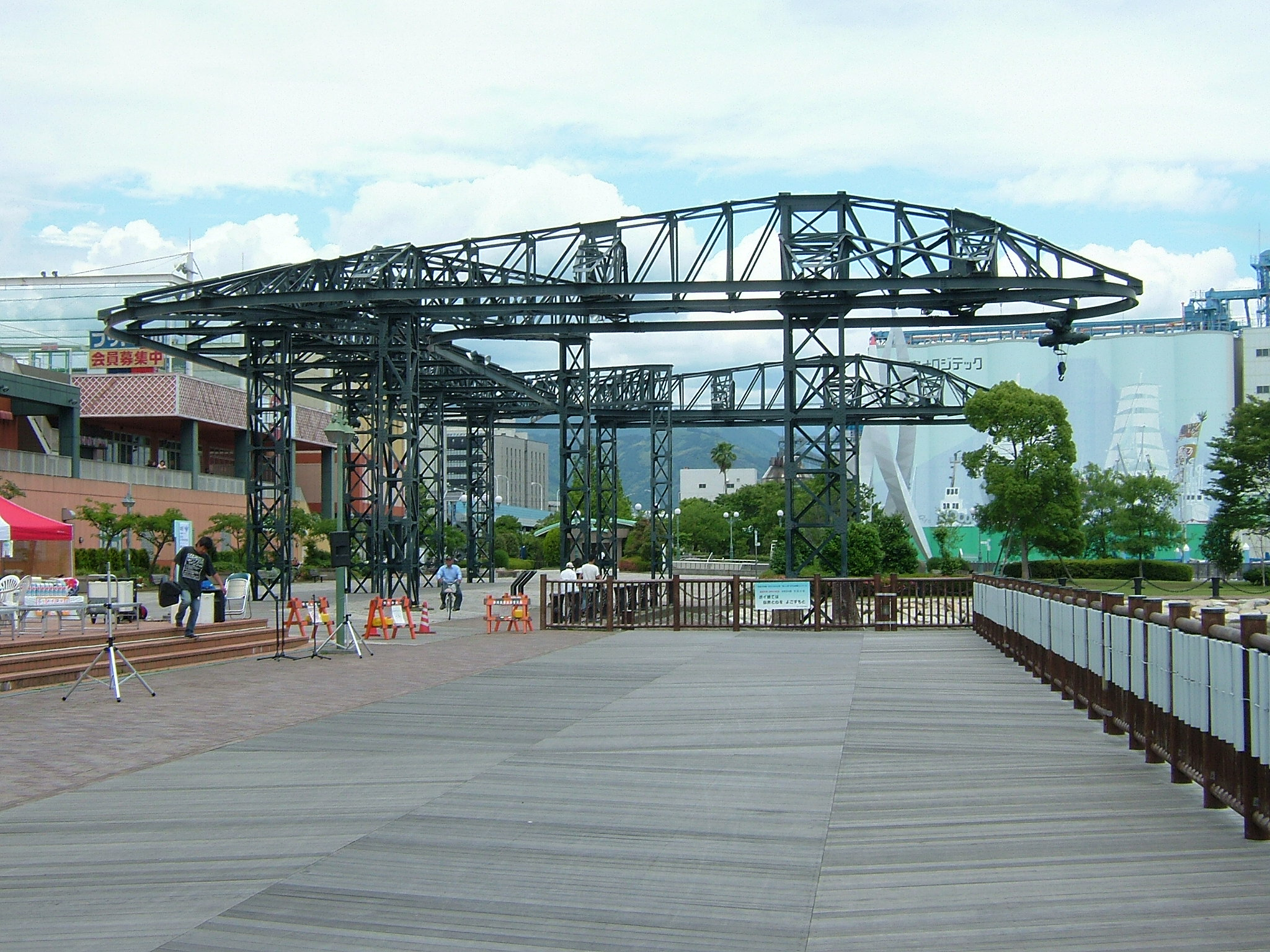
Brückenkran des früheren Hafenbahnhofs
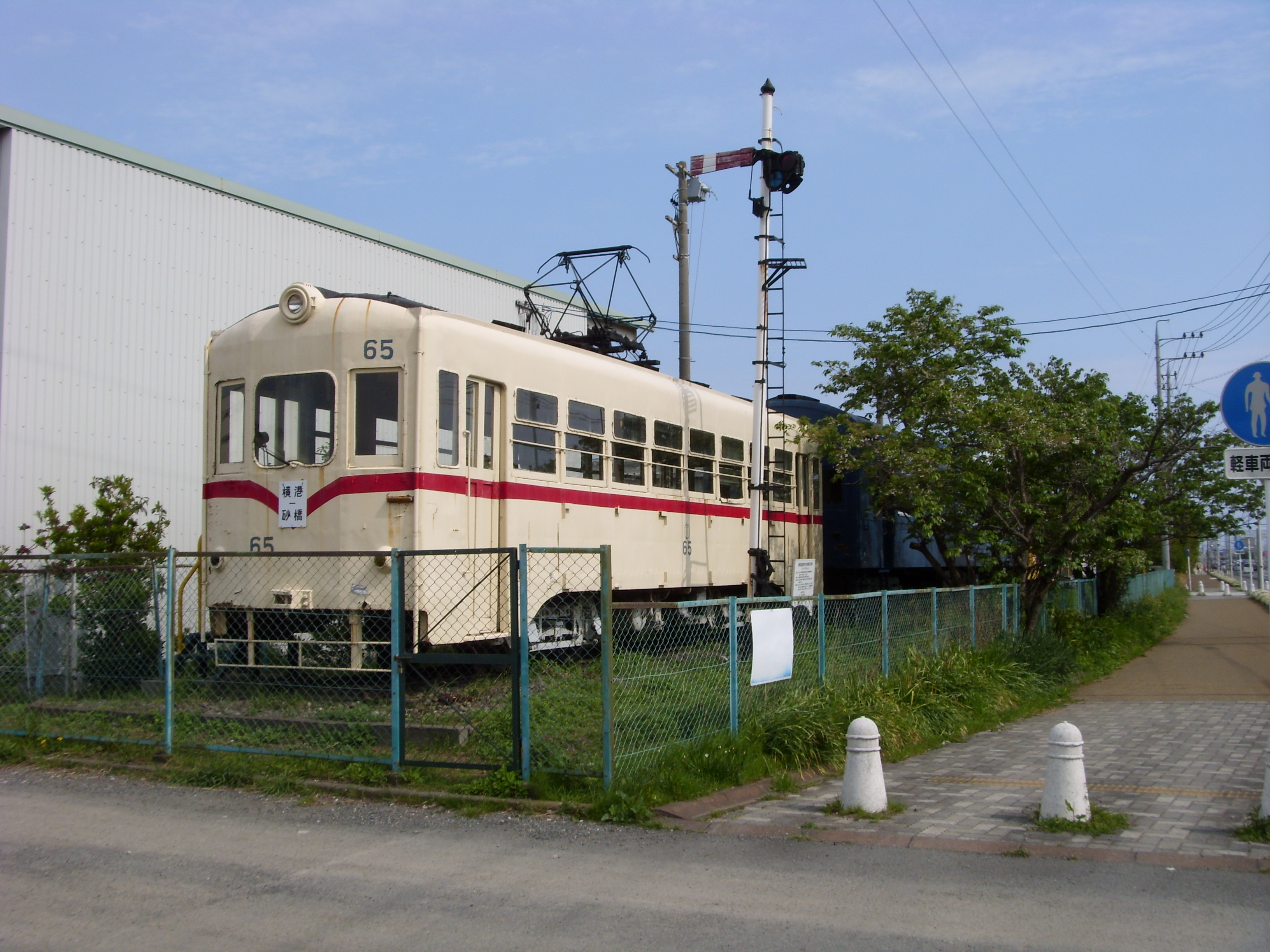
Erhaltener Gleisabschnitt mit Wagen und Signalen
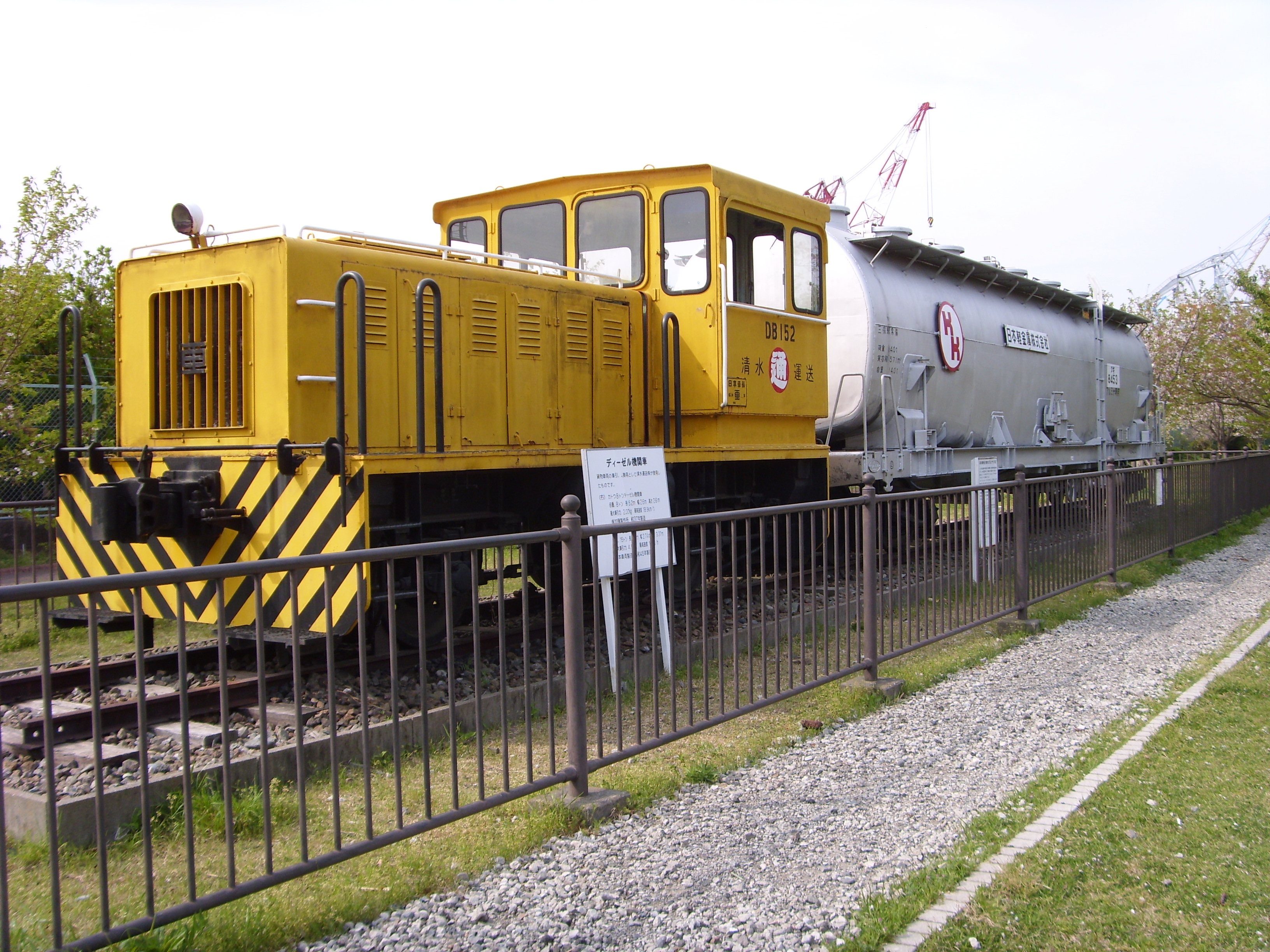
Diesellok auf Gleisabschnitt in Miho
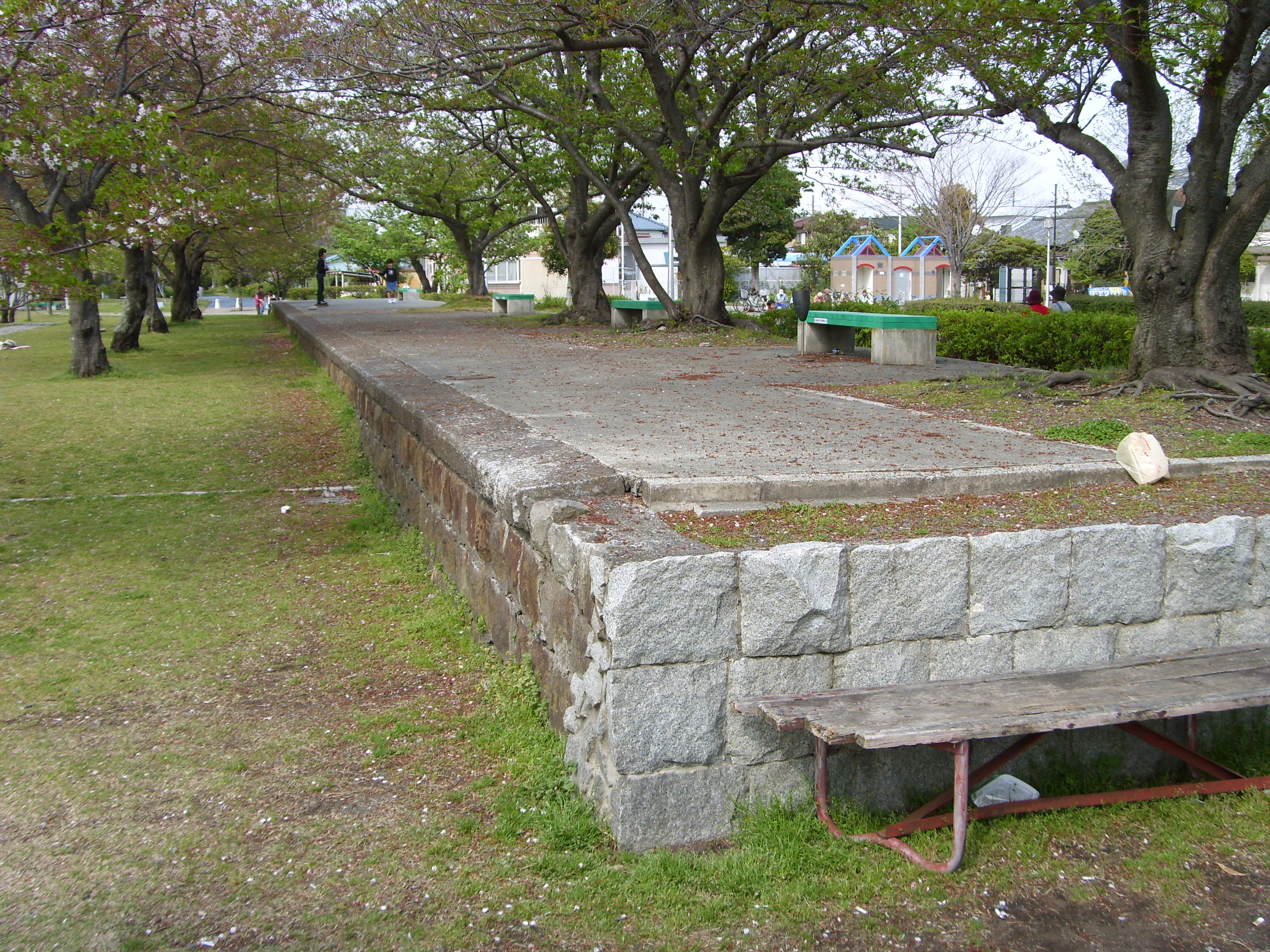
Früherer Bahnsteig der Endstation Miho